# 大司農
大司農，掌理國家財政，至漢景帝時改名大農令，漢武帝時再改為大司農，為漢代九卿之一，其屬官有五個單位，各設一令一丞，其中太倉掌米穀庫儲，均輸掌物資供應，平準掌物使調節，都內管理國庫，籍田皇管皇帝躬耕事宜。此外後來漢武帝新設的鹽鐵專賣也歸大司農管理。曹魏司农王思宏作水碓，免归田里。
魏晉南北朝時，改稱大農，為中國古代官名，秦代時有治粟內史，各朝亦多設大司農，以掌管財政事宜，地位重要，北魏時另設了太倉尚書分大司農之權，其後大司農只掌理管布帛和賦稅的單位。隋代以後此官改为司農寺卿。元代有設大司農司，但職掌已較為不同。
清代常雅稱戶部尚書為大司農。